# 1 Batalion Chemiczny
1 samodzielny batalion chemiczny – samodzielny pododdział wojsk chemicznych ludowego Wojska Polskiego.
Przeznaczony do ochrony wojsk przed atakiem chemicznym przeciwnika. Posiadał środki do odkażania. W działaniach bojowych stawiał zasłony dymne.

## Formowanie i szkolenie
Sformowany według etatu 011/39, we wsi Surowatka w rejonie Sum na podstawie rozkazu dowódcy 1 Armii Polskiej nr 05 z 7 maja 1944 jako jednostka 1 Armii Wojska Polskiego. 23 maja 1944 ukazał się pierwszy rozkaz batalionowy podpisany przez mjr. Niedzimowskiego. Miesiąc trwała organizacja i szkolenie batalionu. W tym czasie stan osobowy batalionu wynosił do 60% etatu. Posiadał też poważne braki w środkach transportowych. Na stanie znajdowały się 3 samochody na 75 przewidzianych w etacie. Batalion nie był jeszcze zdolny do maskowania dymem działań wojsk lub obiektów na większą skalę. Na wyposażeniu znajdowały się jedynie świece i ręczne granaty dymne.
2 lipca 1944 batalion wyjechał transportem kolejowym do Kiewerc. Tu rozpoczęto zasadnicze szkolenie bojowe żołnierzy. Trwało do 14 sierpnia 1944. Przysięgę żołnierze batalionu złożyli we wsi Groszczówka 26 października 1944.
Rozformowany wraz z 1 Armią WP.

## Żołnierze batalionu
Dowódcy batalionu
- mjr Aleksander Niedzimowski
- kpt. Jerzy Paszkiewicz
- kpt. Jakub Czerniakow

## Struktura organizacyjna
Dowództwo i sztab
- pluton dowodzenia i zwiadu
- 2 x kompanie odkażania terenu (zadymiania)
- kompania sanitarno-odkażajaca

pluton remontowo-transportowy
- laboratorium chemiczne AL-2
- sekcja sanitarna

Ogółem przewidywano 248 stanowisk etatowych, w tym 33 oficerskich, 72 podoficerskich, 143 szeregowców.